# Deputantenbruch
Der Deputantenbruch ist ein See bei Penkun im Landkreis Vorpommern-Greifswald in Mecklenburg-Vorpommern.
Das etwa 0,4 Hektar große Gewässer befindet sich im Gemeindegebiet von Penkun, wobei sich die Stadt Penkun am östlichen Ufer befindet. Der See hat keine natürlichen Ab- oder Zuflüsse. Die maximale Ausdehnung des Deputantenbruchs beträgt etwa 130 mal 40 Meter. Der Name leitet sich von Deputant ab.